# Nguyễn Thị Hồng Ngát
Nguyễn Thị Hồng Ngát (sinh ngày 30 tháng 10 năm 1950) là một nhà thơ, nhà biên kịch, nguyên giám đốc Hãng phim truyện Việt Nam, Phó Cục trưởng Cục Điện ảnh, thành viên của Hội đồng duyệt phim quốc gia và Phó Chủ tịch thường trực Hội Điện ảnh Việt Nam. Bà được tặng Giải thưởng Nhà nước về Văn học Nghệ thuật vào năm 2012.

## Cuộc đời
Bà sinh ngày 30 tháng 10 năm 1950, quê ở thôn Phú Thị, xã Mễ Sở, huyện Văn Giang, tỉnh Hưng Yên. Năm 15 tuổi, bà thi đỗ vào trường Sân khấu - Điện ảnh Hà Nội. Từ năm 1968, 3 năm sau khi tốt nghiệp, bà được phân về đoàn chèo Thanh niên của Nhà hát Chèo Việt Nam và hoạt động chủ yếu ở chiến trường miền Nam Việt Nam. Năm 1981, bà được cử sang Liên Xô để học biên kịch sân khấu tại VGIK. Tuy nhiên, vì trường không có ngành biên kịch sân khấu mà bà đã chọn chuyển sang biên kịch điện ảnh. Cũng từ đây mà sự nghiệp Nguyễn Thị Hồng ngát gắn liền với điện ảnh. Hoàn thành việc học sau 7 năm, bà trở về Việt Nam và bắt đầu công việc tại Hãng phim truyện Việt Nam. Trong 10 năm công tác, Nguyễn Thị Hồng Ngát lần lượt đảm nhiệm trưởng phòng biên kịch, trưởng xưởng phim Thanh thiếu nhi, rồi phó giám đốc nghệ thuật.
Từ năm 1990 đến 1995, bà là uỷ viên Ban chấp hành Hội văn học Hà Nội và sau đó thì trở thành uỷ viên Ban chấp hành Hội Điện ảnh Việt Nam, Trưởng ban lý luận phê bình của Hội từ tháng 8 năm 1995. Trong năm 1998 và 1999, bà nhậm chức phó giám đốc rồi giám đốc Hãng phim truyện Việt Nam. Năm 2001, bà trở thành phó cục trưởng Cục Điện ảnh kiêm Trưởng ban biên tập chương trình Điện ảnh chiều thứ bảy của Đài Truyền hình Việt Nam và đảm nhiệm những chức vụ này cho đến khi về hưu vào năm 2006. Ngoài ra, bà còn từng tham gia Ban Chấp hành Hội Văn học Hà Nội, Ban Chấp hành Hội Điện ảnh Việt Nam, Trưởng ban Lý luận phê bình của Hội. Sau khi về hưu, bà vẫn tiếp tục hoạt động trong lĩnh vực điện ảnh khi đảm nhiệm giám đốc Hãng phim Hội Điện ảnh Việt Nam (Hodafilm) đến năm 2010 và phó chủ tịch thường trực của Hội Điện ảnh Việt Nam hai khóa liền (2010–2020).
Năm 2011, Hồng Ngát được đề nghị xét tặng Giải thưởng Nhà nước về Văn học Nghệ thuật ở lĩnh vực Văn học cho kịch bản các phim Canh bạc, Trăng trên đất khách, Cha tôi và hai người đàn bà, trở thành biên kịch duy nhất được xét giải trong đợt này. Năm 2012, bà chính thức nhận được Giải thưởng Nhà nước.

## Sự nghiệp
Năm 1981, Nguyễn Thị Hồng Ngát được cử sang học tập tại Liên Xô. Bà dành 1 năm để học tiếng Nga tại Kiev và sau đó là 5 năm học chuyên ngành tại Đại học Điện ảnh Quốc gia (VGIK). Tác phẩm tốt nghiệp chuyên ngành biên kịch điện ảnh của bà là kịch bản mang tên "Sẽ tới một mùa mưa". Đây là 1 trong 2 tác phẩm được hội đồng đánh giá là xuất sắc và giúp bà tốt nghiệp loại ưu. Kịch bản này đã được Hãng phim truyện Việt Nam dựng thành bộ phim mang tên Một thời đã sống.
Năm 1991, bộ phim Canh bạc do Hồng Ngát viết kịch bản đã chính thức ra mắt khán giả. Mặc dù là tác phẩm đầu tay của đạo diễn Lưu Trọng Ninh, nhưng bộ phim không chỉ giành được Bông sen bạc mà còn giúp Hồng Ngát chiến thắng giải Biên kịch xuất sắc tại Liên hoan phim Việt Nam lần thứ 10. Tuy nhiên, bộ phim từng gây ồn ào trong dư luận vì liên quan đến vấn đề bản quyền. Kịch bản bộ phim được cho là dựa trên truyện ngắn "Canh bạc gá vợ" của nhà báo Nguyễn Thành Phong, tuy nhiên phần giới thiệu phim lại hoàn toàn không nhắc đến tên tác giả.
Năm 2009, kịch bản Nhìn ra biển cả của Nguyễn Thị Hồng Ngát viết về tuổi trẻ của Hồ Chí Minh giành được giải nhì cuộc thi sáng tác kịch bản điện ảnh hưởng ứng Cuộc vận động "Học tập và làm theo tấm gương đạo đức Hồ Chí Minh". Kịch bản đã được chuyển thể thành bộ phim cùng tên và ra mắt vào năm 2010. Ban đầu, bộ phim được giao cho Trần Lực, người từng thủ vai chính trong bộ phim Nguyễn Ái Quốc ở Hong Kong năm 2003. Tuy nhiên, đến tháng 8 cùng năm thì Trần Lực từ chối vì bận công tác tại hãng phim Đông A. Vai trò đạo diễn được giao lại cho Nghệ sĩ ưu tú Vũ Châu. Tuy nhiên, bộ phim do nhà nước Việt Nam đặt hàng với kinh phí hơn 6 tỷ đồng này đã không nhận được phản ứng tích cực từ khán giả.
Năm 2014, kịch bản Gương trời của bà chuẩn bị được chuyển thể thành phim. Tuy nhiên, với kinh phí chỉ 400 triệu đồng, Nguyễn Thị Hồng Ngát đã quyết định tự mình làm đạo diễn cho bộ phim. Ở tuổi 64, đây là lần đầu tiên bà đứng ở vai trò đạo diễn cho một bộ phim. Năm 2024, tại Liên hoan phim quốc tế Hà Nội lần thứ 7, bà được trao Bằng khen cho các đạo diễn, biên kịch các bộ phim về Hà Nội tham dự Liên hoan phim.

## Tác phẩm

### Văn học

#### Thơ
- Trái cam vàng (1974)[27]
- Thơm hương mái tóc (1982)
- Nhớ và khát (1988)[28]
- Ngôi nhà sau cơn bão (1990)
- Bài ca số phận (1993)[29]
- Biển đêm (1996)[a]
- Bâng khuâng chiều (2000)
- Thơ Nguyễn Thị Hồng Ngát (2003)
- Gió thổi tràn qua mặt (2006)
- Cỏ thơm mây trắng (2013, tập thơ)[31]
- Thơ vui về con gái Hưng Yên (2017)[9]
- Những con sóng (2021, tập thơ)[32][33]

#### Khác
- Hai lần sống một mình (1990, tiểu thuyết)[34]
- Người muôn năm cũ (1994, tập truyện)
- Chuyện của cu Minh (1996)
- Điện ảnh - nghĩ về nghề (2005, tiểu luận)

### Phim
| Năm  | Phim                              | Đạo diễn                | Vai trò   | Vai trò  | Vai trò  | Vai trò       | Chú   | Nguồn         |
| Năm  | Phim                              | Đạo diễn                | Biên kịch | Biên tập | Sản xuất | Khác          | Chú   | Nguồn         |
| ---- | --------------------------------- | ----------------------- | --------- | -------- | -------- | ------------- | ----- | ------------- |
| 1987 | Một thời đã sống                  | Xuân Sơn                | Có        | Không    | Không    | Không         | [ b ] | [ 35 ]        |
| 1991 | Canh bạc                          | Lưu Trọng Ninh          | Có        | Không    | Không    | Không         | [ c ] | [ 36 ] [ 37 ] |
| 1994 | Anh sẽ về                         | Lê Anh                  | Có        | Không    | Không    | Không         |       | [ 38 ]        |
| 1995 | Dã tràng xe cát biển Đông         | NSND Khánh Dư           | Có        | Không    | Không    | Không         | [ d ] |               |
| 1995 | Cô bé bên hồ                      | NSƯT Trần Lực           | Có        | Không    | Không    | Không         | [ e ] | [ 39 ] [ 40 ] |
| 1996 | Cha tôi và hai người đàn bà       | Vũ Châu                 | Có        | Không    | Không    | Không         |       |               |
| 1996 | Bỏ trốn                           | NSND Phạm Nhuệ Giang    | Không     | Có       | Có       | Không         | [ f ] |               |
| 1996 | Bà và cháu                        | Cao Mạnh, NSƯT Trần Lực | Có        | Không    | Không    | Không         | [ g ] |               |
| 1997 | Một ông sao sáng hai ông sáng sao | NSND Bùi Cường          | Có        | Không    | Không    | Không         | [ h ] |               |
| 1998 | Trăng trên đất khách              | NSƯT Tất Bình           | Có        | Không    | Không    | Không         | [ i ] | [ 41 ] [ 42 ] |
| 1999 | Đời cát                           | NSND Nguyễn Thanh Vân   | Không     | Có       | Có       | Không         |       |               |
| 1999 | Ranh giới mong manh               | Vũ Minh Trí             | Có        | Không    | Không    | Không         |       |               |
| 2000 | Bến không chồng                   | Lưu Trọng Ninh          | Không     | Có       | Không    | Không         |       |               |
| 2002 | Hà Nội 12 ngày đêm                | NSND Bùi Đình Hạc       | Có        | Không    | Không    | Không         |       | [ 43 ] [ 44 ] |
| 2002 | Của rơi                           | Vương Đức               | Không     | Có       | Không    | Không         |       | [ 45 ] [ 46 ] |
| 2002 | Vua bãi rác                       | NSƯT Đỗ Minh Tuấn       | Không     | Có       | Không    | Không         |       |               |
| 2003 | Nhật ký chiến trường              | Nguyễn Thế Vinh         | Có        | Không    | Không    | Không         | [ j ] |               |
| 2004 | Ký ức Điện Biên                   | NSƯT Đỗ Minh Tuấn       | Có        | Không    | Không    | Không         | [ k ] | [ 47 ]        |
| 2005 | Những đứa con của núi             | NSƯT Đặng Lưu Việt Bảo  | Không     | Có       | Không    | Không         |       |               |
| 2007 | Em muốn làm người nổi tiếng       | NSƯT Nguyễn Đức Việt    | Có        | Không    | Không    | Không         | [ l ] | [ 48 ] [ 49 ] |
| 2007 | Hoa đào                           | Nguyễn Thế Vinh         | Có        | Không    | Không    | Không         | [ m ] | [ 50 ] [ 51 ] |
| 2008 | Đừng đốt                          | NSND Đặng Nhật Minh     | Không     | Không    | Có       | Không         |       | [ 52 ]        |
| 2008 | Nhìn ra biển cả                   | Vũ Châu                 | Có        | Không    | Không    | Không         |       | [ 53 ] [ 54 ] |
| 2008 | Hồ Chí Minh nhìn từ thế kỷ XXI    | Nguyễn Anh Tuấn         | Có        | Không    | Không    | Không         |       |               |
| 2010 | Người con của Rồng                | NSND Phạm Minh Trí      | Có        | Không    | Có       | Không         | [ n ] | [ 55 ] [ 56 ] |
| 2013 | Gương trời                        | Nguyễn Thị Hồng Ngát    | Có        | Không    | Không    | Đạo diễn      |       | [ 57 ] [ 58 ] |
| 2014 | Những đứa con của làng            | NSƯT Nguyễn Đức Việt    | Không     | Không    | Có       | Không         |       | [ 59 ] [ 60 ] |
| 2016 | Biên cương                        | NSƯT Nguyễn Đức Việt    | Có        | Không    | Có       | Không         |       | [ 61 ]        |
| 2018 | Truyền thuyết về Quán Tiên        | Đinh Tuấn Vũ            | Không     | Không    | Có       | Không         |       | [ 62 ] [ 63 ] |
| 2019 | 550 năm Nghi Lộc – Đất và người   | NSƯT Nguyễn Đức Việt    | Có        | Không    | Có       | Viết lời bình | [ o ] | [ 64 ]        |
| 2021 | Đất nước nhìn từ biển             | Tạ Quốc Lâm             | Có        | Không    | Không    | Không         | [ p ] | [ 65 ]        |

#### Sân khấu
| Vở diễn                    | Thể loại  | Đạo diễn            | Nguồn  |
| -------------------------- | --------- | ------------------- | ------ |
| Duyên trời                 | Chèo      | NSND Phạm Thị Thành | [ 66 ] |
| Lên tiên                   |           | Ngọc Thủy           |        |
| Những khoảnh khắc cuộc đời | Cải lương | NSƯT Lê Chức        | [ 67 ] |
| Trái tim người mẹ          | Kịch      |                     | [ 68 ] |

## Vinh danh
- Huân chương Lao động hạng Nhất
- Giải thưởng Nhà nước về Văn học Nghệ thuật (2012)

### Giải thưởng văn học
- Giải Khuyến khích cuộc thi thơ báo Văn nghệ năm 1973–1974.
- Giải Nhì cuộc thi Viết cho các em do Nhà xuất bản Trẻ và Hội nhà văn thành phố Hồ Chí Minh tổ chức năm 1996 (tác phẩm Chuyện cu Minh).[69]

### Giải thưởng điện ảnh
| Năm               | Lễ trao giải                              | Hạng mục                            | Tác phẩm                    | Kết quả           | Nguồn             |
| Vai trò biên kịch | Vai trò biên kịch                         | Vai trò biên kịch                   | Vai trò biên kịch           | Vai trò biên kịch | Vai trò biên kịch |
| ----------------- | ----------------------------------------- | ----------------------------------- | --------------------------- | ----------------- | ----------------- |
| 1993              | Liên hoan phim Việt Nam lần thứ 10        | Phim truyện điện ảnh xuất sắc       | Canh bạc                    | Bông sen bạc      | [ 70 ]            |
| 1993              | Liên hoan phim Việt Nam lần thứ 10        | Biên kịch xuất sắc                  | Canh bạc                    | Đoạt giải         | [ 71 ]            |
| 1995              | Hội diễn sân khấu toàn quốc               |                                     | Trái tim người mẹ           | Huy chương vàng   | [ 68 ]            |
| 1996              | Giải thưởng Hội Điện ảnh Việt Nam 1995    | Phim truyện nhựa                    | Dã tràng xe cát biển Đông   | Giải B            |                   |
| 1999              | Liên hoan phim Việt Nam lần thứ 12        | Phim truyện điện ảnh xuất sắc       | Cha tôi và hai người đàn bà | Bông sen bạc      | [ 72 ]            |
| 1999              | Liên hoan phim Việt Nam lần thứ 12        | Phim truyện điện ảnh xuất sắc       | Trăng trên đất khách        | Bằng khen         | [ 73 ]            |
| 2017              | Giải Cánh diều 2016                       | Phim truyện truyền hình xuất sắc    | Biên cương                  | Bằng khen         | [ 74 ]            |
| Vai trò sản xuất  |                                           |                                     |                             |                   |                   |
| 2000              | Liên hoan phim châu Á-Thái Bình Dương     | Phim hay nhất                       | Đời cát                     | Đoạt giải         | [ 75 ]            |
| 2001              | Liên hoan phim Việt Nam lần thứ 13        | Phim truyện điện ảnh xuất sắc       | Đời cát                     | Bông sen vàng     | [ 76 ]            |
| 2009              | Liên hoan phim Việt Nam lần thứ 16        | Phim truyện điện ảnh xuất sắc       | Đừng đốt                    | Bông sen vàng     | [ 77 ]            |
| 2009              | Liên hoan phim quốc tế Fukuoka (Nhật Bản) | Phim hay nhất do khán giả bình chọn | Đừng đốt                    | Đoạt giải         | [ 78 ]            |
| 2010              | Giải Cánh diều 2009                       | Phim truyện điện ảnh xuất sắc       | Đừng đốt                    | Cánh diều vàng    | [ 79 ]            |
| 2015              | Giải Cánh diều 2014                       | Phim truyện điện ảnh xuất sắc       | Những đứa con của làng      | Cánh diều bạc     | [ 80 ]            |
| 2015              | Liên hoan phim Việt Nam lần thứ 19        | Phim truyện điện ảnh xuất sắc       | Những đứa con của làng      | Bông sen bạc      | [ 81 ]            |

## Đời tư
Trong thời gian tham gia chiến tranh Việt Nam ở miền Nam, Nguyễn Thị Hồng Ngát đã gặp và kết hôn với người chồng đầu tiên. Tuy nhiên, sau 8 năm chung sống thì hai người chia tay. Không lâu sau, bà bước vào cuộc hôn nhân thứ hai với nhà thơ Thu Bồn. Lúc bấy giờ, Hồng Ngát 28 tuổi đã có 3 người con, Thu Bồn hơn bà 15 tuổi cũng đã có 2 người con riêng sau cuộc hôn nhân đầu tiên. Tuy nhiên, cuộc hôn nhân này cũng chấm dứt không lâu sau khi Hồng Ngát tốt nghiệp VGIK và về nước. Năm 1988, thời điểm kịch bản tốt nghiệp "Sẽ tới một mùa mưa" của bà được Hãng phim truyện Việt Nam dựng thành phim cũng là lúc bà chấm dứt cuộc hôn nhân thứ hai. Năm 1990, bà gặp được người chồng thứ ba là tiến sĩ ngữ văn Phan Hồng Giang, con trai nhà phê bình Hoài Thanh, một người lớn hơn bà 20 tuổi.
Nguyễn Thị Hồng Ngát chỉ sinh 3 người con với người chồng đầu tiên, gồm 1 con trai và 2 con gái. Con trai lớn của bà là Cù Thái Dương đã tốt nghiệp lớp điện ảnh của Trường Đại học Sân khấu - Điện ảnh Hà Nội năm 1993. Người con gái thứ hai của bà là Cù Thu Thủy từng theo học Mỹ thuật Công nghiệp, đến năm thứ 4 thì theo chồng sang định cư ở Úc. Còn người con gái út là Cù Kim Chi từ nhỏ đã sống với mẹ, từng làm việc tại Hãng hàng không Quốc gia Việt Nam nhưng sau đó cũng đã tốt nghiệp khoa đạo diễn của Trường Đại học Sân khấu Điện ảnh vào năm 2004.